# Callipallene novaezealandiae
Callipallene novaezealandiae là một loài nhện biển trong họ Callipallenidae. Loài này thuộc chi Callipallene. Callipallene novaezealandiae được miêu tả khoa học năm 1884 bởi Thomson.